# サンカヨウ属
サンカヨウ属（サンカヨウぞく、学名：Diphylleia、和名漢字表記：山荷葉属）はメギ科の属の一つ。

## 特徴
多年草。太い地下茎が横にはい、ひげ根を多くだす。茎の基部には根出葉はなく、鱗片葉がつく。茎につく葉は2個が互生し、下の葉は葉柄が長く、楯状につき腎形で2中裂し、上の葉はほとんど無柄で基部は心形になる。花序は茎の先端の集散状につく。外萼片は6個あり、緑色で花時には落ちる。白色の花弁状にみえるのは内萼片で6個ある。蜜腺をもつ花弁はない。雄蕊は6個、葯は外側を向く。雌蕊は1個で、少数の胚珠が2裂につく。果実は液果となる。
東アジアに2種、北アメリカに1種分布し、日本には1種が分布する。

## 種

### 日本に分布する種
- サンカヨウ Diphylleia grayi F.Schmidt -日本の本州、北海道、樺太に分布

### その他の種
- アメリカサンカヨウ Diphylleia cymosa Michx. -アメリカ合衆国南東部に分布
- Diphylleia sinensis H.L.Li -中国に分布

## ギャラリー
- Diphylleia grayi
サンカヨウ
- Diphylleia cymosa
アメリカサンカヨウ